# Та марбута
Та марбута (араб.  تَاءٌ مَرْبُوطَةٌ‎, буквально: «связанное т») — буква арабского алфавита. Она пишется как Ха, но с двумя точками сверху. Та марбута стоит только в конце слова и не имеет числового значения. В случае, если она стоит за буквой, не дозволяющей соединение, то её также называют та мудаввира (араб.  تَاءٌ مُدَوَّرَةٌ‎).

## Этимология
Своё название эта буква, специально не выделяемая в составе алфавита, получила потому, что она является графическим вариантом обычного Та (ت), которое носит название (та мамдуда) «растянутое т» (ت): соединяя друг с другом концы «растянутого т» мы получаем 'Та марбуту'.

## Написание
Та (ت) в арабском языке (как и вообще в семитских языках) является одним из основных показателей женского рода. При этом в глаголах используется (та мамдуда) Та (ت), в именах — 'Та марбута'. 'Та марбута' пишется только в конце слова и может иметь два начертания: без соединения — ﺓ (например: كُرَةٌ «мяч», «шар») и при соединении справа — (ﺔ) (например:بَدْلَةٌ «костюм»). В случае присоединения слева 'Та марбута' превращается в (та мамдуду), например:بَدْلَتُهُ «его костюм».
К неарабским женским именам этот знак не применяется. «Та-марбуту» заменяет буква «Алиф», которая обозначает звук «А».

## Произношение
В потоке речи этот знак читается как обычный звук Та (ت), а при остановке она превращается в Ха (ه).